# 85. Kongress der Vereinigten Staaten
Der 85. Kongress der Vereinigten Staaten, bestehend aus dem Repräsentantenhaus und dem Senat, war die Legislative der Vereinigten Staaten. Seine Legislaturperiode dauerte vom 3. Januar 1957 bis zum 3. Januar 1959. Alle Abgeordneten des Repräsentantenhauses sowie ein Drittel der Senatoren (Klasse III) waren im November 1956 bzw. im September im Bundesstaat Maine bei den Kongresswahlen gewählt worden. In beiden Kammern ergab sich eine Mehrheit für die Demokratische Partei. Der Republikanischen Partei blieb nur die Rolle in der Opposition. Allerdings stellten sie mit Dwight D. Eisenhower den Präsidenten. Im Verlauf der Legislaturperiode kam es durch Rücktritte und Todesfälle zu kleineren personellen Änderungen, die aber die Mehrheitsverhältnisse nicht veränderten. Der Kongress tagte in der amerikanischen Bundeshauptstadt Washington, D.C. Die Vereinigten Staaten bestanden damals aus 48 Bundesstaaten. Die Sitzverteilung im Repräsentantenhaus basierte auf der Volkszählung von 1950.

## Wichtige Ereignisse
Siehe auch 1957 und 1958
- 3. Januar 1957: Beginn der Legislaturperiode des 85. Kongresses
- 5. Januar 1957: Präsident Eisenhower verkündet die nach ihm benannte Eisenhower-Doktrin
- 20. Januar 1957: Präsident Eisenhower und Vizepräsident Richard Nixon werden in ihre jeweils zweite Amtszeit eingeführt.
- 21. August 1957: Präsident Eisenhower verkündet einen zweijährigen Stopp von Nukleartests.
- 28. August 1957: Senator Strom Thurmond redet 24 Stunden und 18 Minuten ununterbrochen im Senat gegen das Bürgerrechtsgesetz von 1957. Das ist ein neuer Rekord was die Dauer von Reden im US-Senat betrifft.
- 24. September 1957: Rassenunruhen in Little Rock in Arkansas. Präsident Eisenhower schickt Soldaten, um den Zugang zur Central High School in Little Rock zu sichern. Siehe auch Little Rock Nine.
- 4. Oktober 1957: Die Sowjetunion schickt mit Sputnik 1 den ersten Satelliten ins Weltall.
- 21. Oktober 1957: Die ersten kleineren Kampfeinheiten des US-Militärs werden nach Vietnam verlegt.
- 31. Januar 1958: Die USA starten mit Explorer 1 ihren ersten Weltraumsatelliten.
- 1. Oktober 1958: Gründung der NASA.

## Die wichtigsten Gesetze
In den Sitzungsperioden des 85. Kongresses wurden unter anderem folgende Bundesgesetze verabschiedet (siehe auch: Gesetzgebungsverfahren):
- 14. August 1957: Airways Modernization Act
- 2. September 1957: Price-Anderson Nuclear Industries Indemnity Act
- 9. September 1957: Civil Rights Act of 1957
- 29. Juli 1958: National Aeronautics and Space Act
- 23. August 1958: Federal Aviation Act of 1958
- 28. August 1958: EURATOM Cooperation Act of 1958
- 28. August 1958: Military Construction Appropriation Act
- 2. September 1958: National Defense Education Act
- 1958: Defense Reorganization Act of 1958

## Zusammensetzung nach Parteien

### Senat
|              | Partei (Schattierung zeigt Mehrheitspartei) | Partei (Schattierung zeigt Mehrheitspartei) | Partei (Schattierung zeigt Mehrheitspartei) | Total |   |
| ------------ | ------------------------------------------- | ------------------------------------------- | ------------------------------------------- | ----- | - |
|              |                                             |                                             |                                             | Total |   |
| Demokraten   | Republikaner                                | Sonstige                                    | Vakant                                      | Total |   |
| 84. Kongress | 47                                          | 47                                          | 2                                           | 100   | 0 |
|              |                                             |                                             |                                             |       |   |
| 85. Kongress | 49                                          | 47                                          | 0                                           | 96    | 0 |
| 86. Kongress | 65                                          | 35                                          | 0                                           | 100   |   |

### Repräsentantenhaus
|              | Partei (Schattierung zeigt Mehrheitspartei) | Partei (Schattierung zeigt Mehrheitspartei) | Partei (Schattierung zeigt Mehrheitspartei) | Total |   |
| ------------ | ------------------------------------------- | ------------------------------------------- | ------------------------------------------- | ----- | - |
|              |                                             |                                             |                                             | Total |   |
| Demokraten   | Republikaner                                | Sonstige                                    | Vakant                                      | Total |   |
| 84. Kongress | 232                                         | 203                                         | 0                                           | 435   | 0 |
|              |                                             |                                             |                                             |       |   |
| 85. Kongress | 232                                         | 203                                         | 0                                           | 435   |   |
| 86. Kongress | 283                                         | 153                                         | 1                                           | 435   |   |

Außerdem gab es noch drei nicht stimmberechtigte Kongressdelegierte.

## Amtsträger

### Senat
- Präsident des Senats: Richard Nixon (R)
- Präsident pro tempore: Carl Hayden (D)

#### Führung der Mehrheitspartei
- Mehrheitsführer: Lyndon B. Johnson (D)
- Mehrheitswhip: Mike Mansfield (D)

#### Führung der Minderheitspartei
- Minderheitsführer: William F. Knowland (R)
- Minderheitswhip: Everett Dirksen (R)

### Repräsentantenhaus
- Sprecher des Repräsentantenhauses: Sam Rayburn (D)

#### Führung der Mehrheitspartei
- Mehrheitsführer: John W. McCormack (D)
- Mehrheitswhip: Carl Albert (D)

#### Führung der Minderheitspartei
- Minderheitsführer: Joseph William Martin (R)
- Minderheitswhip: Leslie C. Arends (R)

## Senatsmitglieder
Im 85. Kongress vertraten folgende Senatoren ihre jeweiligen Bundesstaaten:
| Alabama - 2. John Sparkman (D) - 3. J. Lister Hill (D) Arizona - 1. Barry Goldwater (R) - 3. Carl Hayden (D) Arkansas - 2. John Little McClellan (D) - 3. J. William Fulbright (D) Kalifornien - 1. William F. Knowland (R) bis zum 2. Januar 1959 - 3. Thomas Kuchel (R) Colorado - 2. Gordon L. Allott (R) - 3. John A. Carroll (D) Connecticut - 1. William A. Purtell (R) - 3. Prescott Bush (R) Delaware - 1. John J. Williams (R) - 2. J. Allen Frear (D) Florida - 1. Spessard Holland (D) - 3. George Smathers (D) Georgia - 2. Richard B. Russell (D) - 3. Herman Talmadge (D) Idaho - 2. Henry Dworshak (R) - 3. Frank Church (D) Illinois - 2. Paul Howard Douglas (D) - 3. Everett Dirksen (R) Indiana - 1. William E. Jenner (R) - 3. Homer E. Capehart (R) Iowa - 2. Thomas E. Martin (R) - 3. Bourke B. Hickenlooper (R) Kansas - 2. Andrew Schoeppel (R) - 3. Frank Carlson (R) Kentucky - 2. John Sherman Cooper (R) - 3. Thruston Ballard Morton (R) Louisiana - 2. Allen J. Ellender (D) - 3. Russell B. Long (D) Maine - 1. Frederick G. Payne (R) - 2. Margaret Chase Smith (R) Maryland - 1. James Glenn Beall (R) - 3. John Marshall Butler (R) Massachusetts - 1. John F. Kennedy (D) - 2. Leverett Saltonstall (R) Michigan - 1. Charles E. Potter (R) - 2. Patrick V. McNamara (D) Minnesota - 1. Edward John Thye (R) - 2. Hubert H. Humphrey (D) bzw. (Democratic Farmer Labor Party) Mississippi - 1. John C. Stennis (D) - 2. James Eastland (D) Missouri - 1. Stuart Symington (D) - 3. Thomas C. Hennings (D) Montana - 1. Mike Mansfield (D) - 2. James Edward Murray (D) Nebraska - 1. Roman Hruska (R) - 2. Carl Curtis (R) | Nevada - 1. George W. Malone (R) - 3. Alan Bible (D) New Hampshire - 2. Styles Bridges (R) - 3. Norris Cotton (R) New Jersey - 1. Howard Alexander Smith (R) - 2. Clifford P. Case (R) New Mexico - 1. Dennis Chavez (D) - 2. Clinton Presba Anderson (D) New York - 1. Irving Ives (R) - 3. Jacob K. Javits (R) ab dem 9. Januar 1957 North Carolina - 2. W. Kerr Scott (D) bis zum 16. April 1958 - B. Everett Jordan (D) ab dem 19. April 1958 - 3. Sam Ervin (D) North Dakota - 1. William Langer (R) - 3. Milton Young (R) Ohio - 1. John W. Bricker (R) - 3. Frank J. Lausche (D) Oklahoma - 2. Robert S. Kerr (D) - 3. A. S. Mike Monroney (D) Oregon - 2. Richard L. Neuberger (D) - 3. Wayne Morse (D) Pennsylvania - 1. Edward Martin (R) - 3. Joseph S. Clark (D) Rhode Island - 1. John O. Pastore (D) - 2. Theodore F. Green (D) South Carolina - 2. Strom Thurmond (D) - 3. Olin D. Johnston (D) South Dakota - 2. Karl Earl Mundt (R) - 3. Francis H. Case (R) Tennessee - 1. Albert Gore Sr. (D) - 2. Estes Kefauver (D) Texas - 1. Price Daniel (D) bis zum 14. Januar 1957 - William A. Blakley (D) vom 15. Januar bis zum 28. April 1957 - Ralph Yarborough (D) ab dem 29. April 1957 - 2. Lyndon B. Johnson (D) Utah - 1. Arthur Vivian Watkins (R) - 3. Wallace F. Bennett (R) Vermont - 1. Ralph Flanders (R) - 3. George Aiken (R) Virginia - 1. Harry F. Byrd Sr. (D) - 2. Absalom Willis Robertson (D) Washington - 1. Henry M. Jackson (D) - 3. Warren G. Magnuson (D) West Virginia - 1. W. Chapman Revercomb (R) - 2. Matthew M. Neely (D) bis zum 18. Januar 1958 - John D. Hoblitzell (R) vom 25. Januar bis zum 4. November 1958 - Jennings Randolph (D) ab dem 4. November 1958 Wisconsin - 1. Joseph McCarthy (R) bis zum 2. Mai 1957 - William Proxmire (D) ab dem 28. August 1957 - 3. Alexander Wiley (R) Wyoming - 1. Frank A. Barrett (R) - 2. Joseph C. O’Mahoney (D) |

## Mitglieder des Repräsentantenhauses
Folgende Kongressabgeordnete vertraten im 85. Kongress die Interessen ihrer jeweiligen Bundesstaaten:
| Alabama 9 Wahlbezirke - 1. Frank W. Boykin (D) - 2. George M. Grant (D) - 3. George W. Andrews (D) - 4. Kenneth A. Roberts (D) - 5. Albert Rains (D) - 6. Armistead I. Selden Jr. (D) - 7. Carl Elliott (D) - 8. Robert Jones Jr. (D) - 9. George Huddleston Jr. (D) Arizona 2 Wahlbezirke - 1. John Jacob Rhodes (R) - 2. Stewart Lee Udall (D) Arkansas 6 Wahlbezirke. - 1. Ezekiel Candler Gathings (D) - 2. Wilbur Daigh Mills (D) - 3. James William Trimble (D) - 4. Oren Harris (D) - 5. Lawrence Brooks Hays (D) - 6. William Frank Norrell (D) Kalifornien 30 Wahlbezirke. - 1. Hubert B. Scudder (R) - 2. Clair Engle (D) - 3. John E. Moss (D) - 4. William S. Mailliard (R) - 5. John Shelley (D) - 6. John F. Baldwin (R) - 7. John Joseph Allen (R) - 8. George Paul Miller (D) - 9. J. Arthur Younger (R) - 10. Charles S. Gubser (R) - 11. John J. McFall (D) - 12. Bernice F. Sisk (D) - 13. Charles M. Teague (R) - 14. Harlan Hagen (D) - 15. Gordon L. McDonough (R) - 16. Donald L. Jackson (R) - 17. Cecil R. King (D) - 18. Craig Hosmer (R) - 19. Chester E. Holifield (D) - 20. H. Allen Smith (R) - 21. Edgar W. Hiestand (R) - 22. Joseph F. Holt (R) - 23. Clyde Doyle (D) - 24. Glenard P. Lipscomb (R) - 25. Patrick J. Hillings (R) - 26. James Roosevelt (D) - 27. Harry R. Sheppard (D) - 28. James B. Utt (R) - 29. Dalip Singh Saund (D) - 30. Bob Wilson (R) Colorado 4 Wahlbezirke - 1. Byron G. Rogers (D) - 2. William S. Hill (R) - 3. John Chenoweth (R) - 4. Wayne N. Aspinall (D) Connecticut 5 Wahlbezirke. Außerdem wurde ein Abgeordneter staatsweit gewählt - 1. Edwin H. May (R) - 2. Horace Seely-Brown (R) - 3. Albert W. Cretella (R) - 4. Albert P. Morano (R) - 5. James T. Patterson (R) - 6. Antoni Sadlak (R) staatsweit gewählt Delaware Staatsweite Wahl - Harry G. Haskell (R) Florida 8 Wahlbezirke - 1. William C. Cramer (R) - 2. Charles Edward Bennett (D) - 3. Robert Sikes (D) - 4. Dante Fascell (D) - 5. Albert Sydney Herlong Jr. (D) - 6. Paul Grant Rogers (D) - 7. James A. Haley (D) - 8. Donald Ray Matthews (D) Georgia 10 Wahlbezirke - 1. Prince H. Preston Jr. (D) - 2. John Leonard Pilcher (D) - 3. Elijah Lewis Forrester (D) - 4. John James Flynt Jr. (D) - 5. James Curran Davis (D) - 6. Carl Vinson (D) - 7. Henderson Lovelace Lanham (D) bis zum 10. November 1957 - Harlan Erwin Mitchell (D) ab dem 8. Januar 1958 - 8. Iris Faircloth Blitch (D) - 9. Phillip M. Landrum (D) - 10. Paul Brown (D) Idaho 2 Wahlbezirke - 1. Gracie Pfost (D) - 2. Hamer H. Budge (R) Illinois 25 Wahlbezirke - 1. William L. Dawson (D) - 2. Barratt O’Hara (D) - 3. Emmet Byrne (R) - 4. William E. McVey (R) bis zum 10. August 1958 - 5. John C. Kluczynski (D) - 6. Thomas J. O’Brien (D) - 7. James Bowler (D) bis zum 18. Juli 1957 - Roland V. Libonati (D) ab dem 31. Dezember 1957 - 8. Thomas S. Gordon (D) - 9. Sidney R. Yates (D) - 10. Harold R. Collier (R) - 11. Timothy P. Sheehan (R) - 12. Charles A. Boyle (D) - 13. Marguerite S. Church (R) - 14. Russell W. Keeney (R) bis zum 11. Januar 1958 - 15. Noah M. Mason (R) - 16. Leo E. Allen (R) - 17. Leslie C. Arends (R) - 18. Robert H. Michel (R) - 19. Robert B. Chiperfield (R) - 20. Sid Simpson (R) bis zum 26. Oktober 1958 - 21. Peter F. Mack (D) - 22. William L. Springer (R) - 23. Charles W. Vursell (R) - 24. Charles Melvin Price (D) - 25. Kenneth J. Gray (D) Indiana 11 Wahlbezirke - 1. Ray J. Madden (D) - 2. Charles A. Halleck (R) - 3. F. Jay Nimtz (R) - 4. E. Ross Adair (R) - 5. John V. Beamer (R) - 6. Cecil M. Harden (R) - 7. William G. Bray (R) - 8. Winfield K. Denton (D) - 9. Earl Wilson (R) - 10. Ralph Harvey (R) - 11. Charles B. Brownson (R) Iowa 8 Wahlbezirke - 1. Fred Schwengel (R) - 2. Henry O. Talle (R) - 3. H. R. Gross (R) - 4. Karl M. Le Compte (R) - 5. Paul Cunningham (R) - 6. Merwin Coad (D) - 7. Ben F. Jensen (R) - 8. Charles B. Hoeven (R) Kansas 6 Wahlbezirke. - 1. William H. Avery (R) - 2. Errett P. Scrivner (R) - 3. Myron V. George (R) - 4. Edward Herbert Rees (R) - 5. James Floyd Breeding (D) - 6. Wint Smith (R) Kentucky 8 Wahlbezirke - 1. Noble Jones Gregory (D) - 2. William Huston Natcher (D) - 3. John M. Robsion Jr. (R) - 4. Frank Chelf (D) - 5. Brent Spence (D) - 6. John C. Watts (D) - 7. Carl D. Perkins (D) - 8. Eugene Siler (R) Louisiana 8 Wahlbezirke - 1. Felix Edward Hébert (D) - 2. Hale Boggs (D) - 3. Edwin E. Willis (D) - 4. Overton Brooks (D) - 5. Otto E. Passman (D) - 6. James H. Morrison (D) - 7. T. Ashton Thompson (D) - 8. George S. Long (D) bis zum 22. März 1958 Maine 3 Wahlbezirke - 1. Robert Hale (R) - 2. Frank M. Coffin (D) - 3. Clifford McIntire (R) Maryland 7 Wahlbezirke. - 1. Edward Tylor Miller (R) - 2. James Devereux (R) - 3. Edward Garmatz (D) - 4. George Hyde Fallon (D) - 5. Richard Lankford (D) - 6. DeWitt Hyde (R) - 7. Samuel Nathaniel Friedel (D) Massachusetts 14 Wahlbezirke - 1. John W. Heselton (R) - 2. Edward Boland (D) - 3. Philip J. Philbin (D) - 4. Harold Donohue (D) - 5. Edith Nourse Rogers (R) - 6. William H. Bates (R) - 7. Thomas J. Lane (D) - 8. Torbert Macdonald (D) - 9. Donald W. Nicholson (R) - 10. Laurence Curtis (R) - 11. Tip O’Neill (D) - 12. John W. McCormack (D) - 13. Richard B. Wigglesworth (R) bis zum 13. November 1958 - 14. Joseph William Martin (R) Michigan 18 Wahlbezirke - 1. Thaddeus M. Machrowicz (D) - 2. George Meader (R) - 3. August E. Johansen (R) - 4. Clare Hoffman (R) - 5. Gerald Ford (R) - 6. Charles E. Chamberlain (R) - 7. Robert J. McIntosh (R) - 8. Alvin Morell Bentley (R) - 9. Robert P. Griffin (R) - 10. Elford Albin Cederberg (R) - 11. Victor A. Knox (R) - 12. John B. Bennett (R) - 13. Charles Diggs (D) - 14. Louis C. Rabaut (D) - 15. John Dingell Jr. (D) - 16. John Lesinski Jr. (D) - 17. Martha Griffiths (D) - 18. William Broomfield (R) Minnesota 9 Wahlbezirke - 1. August H. Andresen (R) bis zum 14. Januar 1958 - Al Quie (R) ab dem 18. Februar 1958 - 2. Joseph Patrick O’Hara (R) - 3. Roy Wier (DFL= Democratic Farmer Labor Party) - 4. Eugene McCarthy (DFL) - 5. Walter Henry Judd (R) - 6. Fred Marshall (DFL) - 7. Herman Carl Andersen (R) - 8. John Blatnik (DFL) - 9. Coya Knutson (DFL) Mississippi 6 Wahlbezirke - 1. Thomas Abernethy (D) - 2. Jamie L. Whitten (D) - 3. Frank E. Smith (D) - 4. John Bell Williams (D) - 5. W. Arthur Winstead (D) - 6. William M. Colmer (D) Missouri 11 Wahlbezirke - 1. Frank M. Karsten (D) - 2. Thomas B. Curtis (R) - 3. Leonor Sullivan (D) - 4. George H. Christopher (D) - 5. Richard Walker Bolling (D) - 6. William Raleigh Hull (D) - 7. Charles Harrison Brown (D) - 8. A. S. J. Carnahan (D) - 9. Clarence Cannon (D) - 10. Paul C. Jones (D) - 11. Morgan M. Moulder (D) Montana 2 Wahlbezirke - 1. Lee Metcalf (D) - 2. LeRoy H. Anderson (D) Nebraska 4 Wahlbezirke - 1. Phillip Hart Weaver (R) - 2. Glenn Clarence Cunningham (R) - 3. Robert Dinsmore Harrison (R) - 4. Arthur L. Miller (R) | Nevada Staatsweite Wahl - Walter S. Baring (D) New Hampshire 2 Wahlbezirke - 1. Chester Earl Merrow (R) - 2. Perkins Bass (R) New Jersey 14 Wahlbezirke - 1. Charles A. Wolverton (R) - 2. Milton W. Glenn (R) ab dem 5. November 1957 - 3. James C. Auchincloss (R) - 4. Frank Thompson (D) - 5. Peter Frelinghuysen (R) - 6. Florence P. Dwyer (R) - 7. William B. Widnall (R) - 8. Gordon Canfield (R) - 9. Frank C. Osmers (R) - 10. Peter Wallace Rodino (D) - 11. Hugh Joseph Addonizio (D) - 12. Robert Kean (R) - 13. Alfred D. Sieminski (D) - 14. Vincent J. Dellay (R) wechselte 1958 zu (D) New Mexico Staatsweite Wahl für zwei Abgeordnete - John Joseph Dempsey (D) bis zum 11. März 1958 - Joseph Montoya (D) ab dem 9. April 1957 New York 43 Wahlbezirke - 1. Stuyvesant Wainwright (R) - 2. Steven Derounian (R) - 3. Frank J. Becker (R) - 4. Henry J. Latham (R) bis zum 31. Dezember 1958 - 5. Albert H. Bosch (R) - 6. Lester Holtzman (D) - 7. James J. Delaney (D) - 8. Victor Anfuso (D) - 9. Eugene James Keogh (D) - 10. Edna F. Kelly (D) - 11. Emanuel Celler (D) - 12. Francis E. Dorn (R) - 13. Abraham J. Multer (D) - 14. John J. Rooney (D) - 15. John H. Ray (R) - 16. Adam C. Powell Jr. (D) - 17. Frederic R. Coudert Jr. (R) - 18. Alfred E. Santangelo (D) - 19. Leonard Farbstein (D) - 20. Ludwig Teller (D) - 21. Herbert Zelenko (D) - 22. James C. Healey (D) - 23. Isidore Dollinger (D) - 24. Charles A. Buckley (D) - 25. Paul A. Fino (R) - 26. Edwin B. Dooley (R) - 27. Ralph W. Gwinn (R) - 28. Katharine St. George (R) - 29. J. Ernest Wharton (R) - 30. Leo W. O’Brien (D) - 31. Dean P. Taylor (R) - 32. Bernard W. Kearney (R) - 33. Clarence E. Kilburn (R) - 34. William R. Williams (R) - 35. R. Walter Riehlman (R) - 36. John Taber (R) - 37. William Sterling Cole (R) bis zum 1. Dezember 1957 - Howard W. Robison (R) ab dem 14. Januar 1958 - 38. Kenneth Keating (R) - 39. Harold C. Ostertag (R) - 40. William E. Miller (R) - 41. Edmund P. Radwan (R) - 42. John R. Pillion (R) - 43. Daniel A. Reed (R) North Carolina 12 Wahlbezirke - 1. Herbert Covington Bonner (D) - 2. Lawrence H. Fountain (D) - 3. Graham Arthur Barden (D) - 4. Harold D. Cooley (D) - 5. Ralph James Scott (D) - 6. Carl T. Durham (D) - 7. Alton Asa Lennon (D) - 8. Alvin Paul Kitchin (D) - 9. Hugh Quincy Alexander (D) - 10. Charles R. Jonas (R) - 11. Basil Lee Whitener (D) - 12. George A. Shuford (D) North Dakota 2 Abgeordnete die staatsweit gewählt wurden - Otto Krueger (R) - Usher L. Burdick (R) Ohio 23 Wahlbezirke - 1. Gordon H. Scherer (R) - 2. William E. Hess (R) - 3. Paul F. Schenck (R) - 4. William Moore McCulloch (R) - 5. Cliff Clevenger (R) - 6. James G. Polk (D) - 7. Clarence J. Brown (R) - 8. Jackson Edward Betts (R) - 9. Thomas Ashley (D) - 10. Thomas A. Jenkins (R) - 11. David S. Dennison (R) - 12. John Martin Vorys (R) - 13. Albert David Baumhart (R) - 14. William Hanes Ayres (R) - 15. John E. Henderson (R) - 16. Frank T. Bow (R) - 17. J. Harry McGregor (R) bis zum 7. Oktober 1958 - 18. Wayne Hays (D) - 19. Michael J. Kirwan (D) - 20. Michael A. Feighan (D) - 21. Charles Vanik (D) - 22. Frances P. Bolton (R) - 23. William Edwin Minshall (R) Oklahoma 6 Wahlbezirke - 1. Page Belcher (R) - 2. Ed Edmondson (D) - 3. Carl Albert (D) - 4. Tom Steed (D) - 5. John Jarman (D) - 6. Toby Morris (D) Oregon 4 Wahlbezirke - 1. Walter Norblad (R) - 2. Al Ullman (D) - 3. Edith Green (D) - 4. Charles O. Porter (D) Pennsylvania 30 Wahlbezirke - 1. William A. Barrett (D) - 2. Kathryn E. Granahan (D) - 3. James A. Byrne (D) - 4. Earl Chudoff (D) bis zum 5. Januar 1958 - Robert N. C. Nix (D) ab dem 20. Mai 1958 - 5. William J. Green Jr. (D) - 6. Hugh Scott (R) - 7. Benjamin F. James (R) - 8. Willard S. Curtin (R) - 9. Paul B. Dague (R) - 10. Joseph L. Carrigg (R) - 11. Daniel J. Flood (D) - 12. Ivor D. Fenton (R) - 13. Samuel K. McConnell (R) bis zum 1. September 1957 - John A. Lafore (R) ab dem 5. November 1957 - 14. George M. Rhodes (D) - 15. Francis E. Walter (D) - 16. Walter M. Mumma (R) - 17. Alvin Bush (R) - 18. Richard M. Simpson (R) - 19. S. Walter Stauffer (R) - 20. James E. Van Zandt (R) - 21. Augustine B. Kelley (D) bis zum 20. November 1957 - John Herman Dent (D) ab dem 20. Januar 1958 - 22. John P. Saylor (R) - 23. Leon H. Gavin (R) - 24. Carroll D. Kearns (R) - 25. Frank M. Clark (D) - 26. Thomas E. Morgan (D) - 27. James G. Fulton (R) - 28. Herman P. Eberharter (D) bis zum 9. September 1958 - 29. Robert J. Corbett (R) - 30. Elmer J. Holland (D) Rhode Island 2 Wahlbezirke - 1. Aime Forand (D) - 2. John E. Fogarty (D) South Carolina 6 Wahlbezirke. - 1. Lucius Mendel Rivers (D) - 2. John Jacob Riley (D) - 3. William Dorn (D) - 4. Robert Thomas Ashmore (D) - 5. Robert W. Hemphill (D) - 6. John Lanneau McMillan (D) South Dakota 2 Wahlbezirke - 1. George McGovern (D) - 2. Ellis Yarnal Berry (R) Tennessee 9 Wahlbezirke - 1. Brazilla Carroll Reece (R) - 2. Howard Baker Sr. (R) - 3. James B. Frazier Jr. (D) - 4. Joe L. Evins (D) - 5. Joseph Carlton Loser (D) - 6. Ross Bass (D) - 7. Tom J. Murray (D) - 8. Jere Cooper (D) bis zum 18. Dezember 1957 - Fats Everett (D) ab dem 1. Februar 1958 - 9. Clifford Davis (D) Texas 21 Wahlbezirke. Außerdem wurde ein Abgeordneter staatsweit gewählt - 1. Wright Patman (D) - 2. Jack Bascom Brooks (D) - 3. Lindley Beckworth (D) - 4. Sam Rayburn (D) - 5. Bruce Alger (R) - 6. Olin E. Teague (D) - 7. John Dowdy (D) - 8. Albert Thomas (D) - 9. Clark W. Thompson (D) - 10. Homer Thornberry (D) - 11. William R. Poage (D) - 12. Jim Wright (D) - 13. Frank N. Ikard (D) - 14. John Andrew Young (D) - 15. Joe M. Kilgore (D) - 16. J. T. Rutherford (D) - 17. Omar Truman Burleson (D) - 18. Walter E. Rogers (D) - 19. George H. Mahon (D) - 20. Paul Joseph Kilday (D) - 21. O. C. Fisher (D) - 22. Martin Dies Jr. (D) staatsweit gewählt Utah 2 Wahlbezirke - 1. Henry Aldous Dixon (R) - 2. William A. Dawson (R) Vermont 1 Wahlbezirk (staatsweit) - 1. Winston L. Prouty (R) Virginia 10 Wahlbezirke - 1. Edward John Robeson Jr. (D) - 2. Porter Hardy Jr. (D) - 3. J. Vaughan Gary (D) - 4. Watkins Moorman Abbitt (D) - 5. William M. Tuck (D) - 6. Richard Harding Poff (R) - 7. Burr Harrison (D) - 8. Howard W. Smith (D) - 9. William Pat Jennings (D) - 10. Joel Broyhill (R) Washington 6 Wahlbezirke. Außerdem wurde ein Abgeordneter staatsweit gewählt - 1. Thomas Pelly (R) - 2. Alfred Westland (R) - 3. Russell V. Mack (R) - 4. Hal Holmes (R) - 5. Walt Horan (R) - 6. Thor Tollefson (R) - 7. Donald H. Magnuson (D) staatsweit gewählt West Virginia 6 Wahlbezirke - 1. Arch A. Moore (R) - 2. Harley Orrin Staggers (D) - 3. Cleveland M. Bailey (D) - 4. Will E. Neal (R) - 5. Elizabeth Kee (D) - 6. Robert Byrd (D) Wisconsin 10 Wahlbezirke - 1. Lawrence H. Smith (R) bis zum 22. Januar 1958 - 2. Donald Edgar Tewes (R) - 3. Gardner R. Withrow (R) - 4. Clement J. Zablocki (D) - 5. Henry S. Reuss (D) - 6. William Van Pelt (R) - 7. Melvin R. Laird (R) - 8. John W. Byrnes (R) - 9. Lester Johnson (D) - 10. Alvin O’Konski (R) Wyoming Staatsweite Wahlen - Edwin Keith Thomson (R) |

Nicht stimmberechtigte Mitglieder im Repräsentantenhaus:
- Alaska-Territorium:
  - Bob Bartlett (D)
- Hawaii-Territorium:
  - John Anthony Burns (D)
- Puerto Rico:
  - Antonio Fernós Isern